# Leszek Malicki
Leszek Malicki (ur. 30 maja 1933 w Lublinie, zm. 23 czerwca 2003 w Lublinie) – polski profesor nauk rolniczych w zakresie doświadczalnictwa, uprawy roli i roślin oraz ekologii, nauczyciel akademicki, doktor honoris causa Akademii Rolniczej w Szczecinie

## Życiorys
Leszek Malicki urodził się w rodzinie nauczycielskiej o dużych tradycjach patriotycznych. Świadectwo maturalne uzyskał w I Liceum Ogólnokształcącym im. Stanisława Staszica w Lublinie (1951). Studia inżynierskie ukończył na Wydziale Rolnym Uniwersytetu Marii Skłodowskiej-Curie w Lublinie (1955), uzyskując dyplom inżyniera rolnika. W następnym roku otrzymał dyplom magistra inżyniera na Wydziale Rolnym nowopowstałej Wyższej Szkoły Rolniczej w Lublinie. Stopień doktora otrzymał w 1964 po obronie pracy Wartość ochronna okryw ochronnych w uprawie buraków cukrowych na glebie wytworzonej z lessów. Stopień doktora habilitowanego nauk rolniczych w zakresie agronomii uzyskał w 1968 na podstawie rozprawy Wpływ intensywnego nawożenia i deszczowania na niektóre rośliny uprawiane na glebie wytworzonej z lessów.

## Praca naukowo–dydaktyczna
W macierzystej uczelni pracował kolejno jako laborant (1956), asystent (1957–1961), starszy asystent (1961–1965), adiunkt (1965–1970), docent (1970–1975), prof. nadzw. (1975–1980, prof. zw. (1980–2003).
Prowadził badania gł. z zakresu ekologii stosowanej, związków między warunkami siedliska produkcyjnego a wzrostem, rozwojem i plonowaniem roślin. Był wybitnym specjalistą w zakresie uprawy roli i roślin, twórcą szkoły naukowej ekologicznych podstaw agrotechniki, znanym i uznanym nie tylko w kraju lecz i za granicą.
W latach 1973-1980 pełnił funkcję dyrektora Instytutu Uprawy Roli i Roślin, w 1982 zorganizował od podstaw Zakład Podstaw Agrotechniki (ob. Katedra Ekologii Rolniczej. W latach 1998–2003 pracował na stanowisku profesora w Akademii Podlaskiej w Siedlcach. Był członkiem korespondentem Polskiej Akademii Nauk (1994-2003), PAU (1999-2003), założycielem (1983) i prezesem Polskiego Towarzystwa Nauk Agrotechnicznych (od 2004 pod nazwą Polskie Towarzystwo Agronomiczne). W latach 1991–2003 był członkiem Centralnej Komisji ds. Tytułu Naukowego i Stopni Naukowych, opracował liczne opinie w sprawach promocji i awansów naukowych.
Dorobek naukowo-dydaktyczny Profesora obejmuje łącznie 426 pozycji, w tym 91 to oryginalne prace twórcze, 82 artykuły naukowe, 1 wzór użytkowy oraz 214 artykułów informujących o postępach wiedzy bądź o charakterze problemowym, m.in. traktujące o problemach szkolnictwa wyższego i nauki polskiej, 38 pozycji skryptowych i podręcznikowych.

## Wybrane publikacje
- Modyfikacja aparatu do oznaczania wodotrwalości gruzełków glebowych wodno-alkoholową metodą Miczyńskiego. „Ann. UMCS” 1963, EXVIII, 7, s. 121-123
- Wartość okryw roślinnych w uprawie buraków cukrowych na glebie wytworzonej z lessów. „Ann. UMCS” 1965, EXX, 9, s. 133-172
- Tablice krytycznych wartości współczynnika korelacji. „Roczn. Nauk Roln.” 1967, 93A2, s. 393-402
- The relationship between the root residues and the herbage yields of alfalfa (Medicago media Pers) with a varying frequency of harvest. „Ekol. Polska” 1968, AXVI, 30, s. 621-627
- Oznaczenie masy korzeniowej roślin w warunkach polowych. „Zesz. Problem. Post. Nauk Roln.” 1968, 88, s. 17-31
- Wpływ intensywnego nawożenia i deszczowania na niektóre rośliny uprawiane na glebie wytworzonej z lessów. „Ann. UMCS” 1968, EXXIII, 10, s. 123-149
- Reakcja chwastów na intensywne nawożenie niektórych roślin uprawianych na glebie wytworzonej z lessów. Ann. UMCS 1969, EXXIV (11), s. 167-177
- Resztki pożniwne niektórych roślin uprawianych na glebach wytworzonych z lessów. Ann. UMCS EXXIV, 10, s. 155-166, 1969.
- Masa korzeni niektórych roślin uprawianych na glebie lessowej w warunkach intensywnego nawożenia i deszczowania. „Zesz. Problem. Post. Nauk Roln.” 1970, 110, s. 187-197
- Porównanie wartości różnych roślin strączkowych w uprawie na zieloną masę. „Ann. UMCS” 1959, EXIV, 8, s. 123-156(wsp. F. Pawłowski)
- Kilka uwag o uprawie pajzy na nasiona i ich żywotności. „Nowe Roln.” 1957, 2, s. 503-504 (wsp. F. Pawłowski)
- Wartość nawozowa resztek pożniwnych lucerny i jej mieszanek z trawami. „Nowe Roln.” 1957, 17, s. 741-743 (wsp. F. Pawłowski)
- Obserwacje nad uprawą pajzy w województwie lubelskim. „Nowe Roln.” 1959, 9, s. 347-349 (wsp. F. Pawłowski)
- Wpływ rozstawy na płon i jakość ziarna pajzy (Echinochloa frumentacea Link.). „Biuletyn IHAR” 1964, 5-6, s. 53-56 (wsp. F. Pawłowski)
- Plon oraz zawartość składników pokarmowych w pajzie (Echinochłoa frumentacea Link) w porównaniu z kukurydzą (Zea mays L. ssp. indentaia sturt). „Ann. UMCS” 1963, EXVIII, 6, s. 97-110 (wsp. F. Pawłowski, A. Zyzik)
- Wilgotność gleby w falistym terenie lessowym a plon i masa korzeniowa pszenicy ozimej oraz mieszanki koniczyny czerwonej z trawami. „Ann. UMCS” 1964, EXIX, 2, s. 263-278 (wsp. F. Pawłowski)
- Zwalczanie chwastów w burakach cukrowych Burexem (PCA). „Biuletyn IHAR” 1967, 3-4, s. 121-127 (wsp. F. Pawłowski)
- Zastosowanie w badaniach rolniczych analizy tablic wielodzielnych metodą Lancastera. „Roczn. Nauk Roln.” 1969, 95A2, s. 247-260 (wsp. H. Wrębiakowski)
- Wpływ rodzaju orki na pionowe rozmieszczenie nasion chwastów w glebie wytworzonej z lessów. „Ann. UMCS” 1968, EXXHHI, 12, s. 161-174 (wsp. F. Pawłowski)
- Przyczynek do unowocześnienia metodyki ćwiczeń z ogólnej uprawy roli i roślin. „Dydakt. Szk. Wyż.” 1970, 1-2, s. 129-135 (wsp. Z. Lecyk)
- Porównanie wartości kilku poplonów ścierniskowych na glebie wytworzonej z lessów. „Ann. UMCS” 1970, EXXV, 6, s. 77-96 (wsp. A. Kolasa, Z. Lecyk)
- The correlation between available manganese and colloidal and < 0,02 mm fractions and the reaction of certain soils of the Mazowiecka-Podlaska Lowland. „Polish J. Soil Sci.” 1971, IV, 1, s. 39-46 (wsp. J. Bartuzi, A. Chmielnicka A., I. Dechnik)
- Masa korzeniowa zbóż jarych na glebie płowej wytworzonej z lessów. IV. Zawartość mikroelementów w masie korzeniowej i nadziemnej. „Ann. UMCS” 1982, EXXXVII, 3, s. 23-36 (wsp. E. Pałys)
- Content of basic macroelements in common parasitical weeds. „Acta Agrobot.” 1986, 39, 1, s. 123-128 (wsp. Cz. Berbeciowa)
- Uptake of more important mineral componenty by common field weeds on loess soils. „Acta Agrobot.” 1986, 39(1), s. 129-141 (wsp. Cz. Berbeciowa)
- Produktywność deszczowania oraz nawożenia azotowego i potasowego w uprawie średnio wczesnych ziemniaków na rędzinie. „Zesz. Problem. Post. Nauk Roln.” 1986, 284, s. 291-401 (wsp. E. Podstawka)
- Produktywność deszczowania i nawożenia azotem traw uprawianych we wsiewce poplonowej na rędzinie. „Zesz. Problem. Post. Nauk Roln.” 1986, 284, s. 567-576 (wsp. J. Szymona)
- Plenność pospolitych gatunków chwastów polnych na rędzinie. „Fragm. Agron.” 1999, 3 (63), s. 97-110 (wsp. E. Kwiecińska)
- Fitocenoza łanu niektórych roślin na rędzinie w warunkach zróżnicowanej uprawy roli. „Fragm. Agron.” 2000, 2 (66), s. 30-44 (wsp. E. Podstawka-Chmielewska, E. Kwiecińska)
- Opady a efektywność deszczowania buraka cukrowego uprawianego na glebie ciężkiej. „Fragm. Agron.” 2000, 3 (67), s. 30-41 (wsp. E. Podstawka-Chmielewska)
- Wpływ różnych systemów uprawy roli na stan uwilgotnienia gleby ciężkiej. „Ann. UMCS” 2001, ELIV, 4, s. 29-36 (wsp. E. Podstawka-Chmielewska, K. Kisiel)
- Fitocenoza odłogu na glebie lekkiej i ciężkiej jako element krajobrazu rolniczego. „Fragm. Agron.” 2002, 4 (73), s. 32-40
- Gospodarka wykorzystania Polesia Lubelskiego. „Acta Agrophysica” 2002, 66, s. 219-227 (wsp. Z. Litwińczuk)
- Plenność Amaranthus retroflexus L. Chenopodium album L. oraz Echinochlora crus-galli (L.) „P.B. Pamiętnik Puławski” 2002, 129, s. 169-174 (wsp. E. Kwiecińska)

## Nagrody i odznaczenia
- Nagroda Prezesa Rady Ministrów (1977)
- Nagrody naukowe Ministra Edukacji Narodowej (1962, 1969, 1974, 1978, 1981, 1990)[10]
- Nagrody Sekretarza Naukowego PAN (1987, 1993)
- Złoty Krzyż Zasługi (1978)
- Medal Komisji Edukacji Narodowej (1979)
- Krzyż Kawalerski Orderu Odrodzenia Polski (1981)
- Krzyż Oficerski Order Odrodzenia Polski (1995)
- Doktorat honoris causa Akademii Rolniczej w Szczecinie (1994)